# Nesotriatoma
Nesotriatoma is een geslacht van wantsen uit de familie van de Reduviidae (Roofwantsen). Het geslacht werd voor het eerst wetenschappelijk beschreven door Robert Leslie Usinger in 1944.

## Soorten
Het genus bevat de volgende soorten:

- Nesotriatoma bruneri (Usinger, 1944)
- Nesotriatoma confusa Oliveira, Ayala, Justi, Rosa & Galvão, 2018
- Nesotriatoma flavida (Neiva, 1910)
- Nesotriatoma obscura (Maldonado & Farr, 1962)